# Фу Хайфэн
Фу Хайфэ́н (кит. упр. 傅海峰, пиньинь Fù Hǎifēng, род. 23 августа 1983 года) — китайский бадминтонист, двукратный олимпийский чемпион в мужском парном разряде (2012 и 2016), многократный чемпион мира. Один из сильнейших игроков в парном разряде в истории бадминтона.
Фу Хайфэн родился в 1983 году в уезде Хуэйлай городского округа Шаньтоу провинции Гуандун. В 2006, 2009, 2010 и 2011 годах выигрывал чемпионаты мира. На Олимпийских играх 2008 года Фу Хайфэн был серебряным призёром, на Олимпийских играх 2012 года завоевал золотую медаль.